# Huit barré (album)
Pour les articles homonymes, voir Huit barré.
Albums de Daran et les chaises
J'évite le soleil
(1992) Déménagé
(1997)
Singles
1. Dormir dehors
Sortie : 13 novembre 1994
2. Olivia
Sortie : 1995

Huit barré est le second album studio du groupe français Daran et les chaises. Il est sorti le 18 novembre 1994 sur le label Warner Music et a été produit par Antoine Essertier.
Il connut un certain succès surtout par son single, "Dormir dehors" qui bénéficia de nombreux passage en radio et télévision.
Il est le dernier à paraître sous ce nom, Jean-Jacques Daran continua sa carrière sous le nom Daran. 

## Liste des titres
- Toutes les chansons sont composées par Jean Jacques Daran (musique) et Alana Filippi (paroles)

1. Dormir dehors - 3:41
2. Du vent - 5:59
3. Trous noirs - 4:26
4. En bas de chez moi - 3:37
5. Via felicità - 3:36
6. Saoulé - 5:07
7. Olivia - 3:46
8. 35 ans à Moscou - 3:30
9. Huit barré - 4:19
10. Dumottier - 3:40
11. Les nuits blanches - 4:50

## Musiciens
- Daran: chant, guitare acoustique, électrique et slide, basse, chœurs
- Jean-Michel Groix: batterie
- Arnaud Giroux: basse
- Eric Sauviat: guitare électrique et acoustique, guitare slide, chœurs
- Judge Fredd: orgue, guitare électrique et slide, harmonica, claviers
- Antoine Essertier: guitare électrique, programmation, Darbouka, chœurs
- Stephane Piet: violoncelle

## Charts
Charts album
| Pays         | Durée du classement | Meilleur classement |
| ------------ | ------------------- | ------------------- |
| Belgique (W) | 1 semaine           | 47e                 |

Charts single
| Date        | Single        | Chart        | durée du classement | Position |
| ----------- | ------------- | ------------ | ------------------- | -------- |
| 1994 - 1995 | Dormir dehors | Top 100      | 10 semaines         | 38e      |
| 1995        | Dormir dehors | (W) Ultratop | 2 semaines          | 26e      |